# Christian Abbiati
Christian Abbiati (Abbiategrasso, Milà, Itàlia, 8 de juliol de 1977) és un exfutbolista italià que jugava com a porter. Va destacar a les files de l'AC Milà.

## Trajectòria
Va començar la seva carrera futbolística als 13 anys. La temporada 1991 - 1992 va estar en l'equip filial Trezzano, la següent temporada en l'Assago, i a continuació en el Corsico. Jugaria en l'Monza del 94 al 98, havent estant cedit un any en el Borgosesia. En l'estiu de 1998, seria traspassat a l'AC Milà, el debut del qual en la Serie A italiana seria en el minut 92' substituint a Sebastiano Rossi.
No obstant això, seria el porter titular de l'AC Milà durant 4 anys fins a l'arribada a aquest del porter brasiler Dida.
En el 2005 és cedit a la Juventus FC com substitut temporal de Gianluigi Buffon, que havia sofert una lesió. A la volta d'aquest de la seva lesió, Abbiati ja no calia i va anar novament cedit al Torino en la temporada 2006 - 2007.
En l'estiu del 2007, és per tercera vegada cedit, aquesta vegada a l'Atlètic de Madrid.

### Internacional
Ha estat internacional amb la selecció italiana. Ha estat convocat de porter de la selecció italiana sub-21 en dues ocasions, i de la selecció absoluta en 2003 i 2006.

## Palmarès

### Campionats estatals
| Títol              | Club    | País   | Any         |
| ------------------ | ------- | ------ | ----------- |
| Serie A            | AC Milà | Itàlia | 1998 - 1999 |
| Copa italiana      | AC Milà | Itàlia | 2002 - 2003 |
| Serie A            | AC Milà | Itàlia | 2003-04     |
| Supercopa italiana | AC Milà | Itàlia | 2004        |
| Serie A            | AC Milà | Itàlia | 2010-11     |
| Supercopa italiana | AC Milà | Itàlia | 2011        |

### Copes internacionals
| Títol                        | Club (*)      | País   | Any         |
| ---------------------------- | ------------- | ------ | ----------- |
| Eurocopa sub-21              | Itàlia sub-21 | Itàlia | 2000        |
| Lliga de Campions de la UEFA | AC Milà       | Itàlia | 2003 - 2004 |
| Supercopa d'Europa           | AC Milà       | Itàlia | 2003-04     |

(*) Incloent la selecció